# Take You Home
"Take You Home" (em coreano:  바래다줄게) é uma canção do cantor sul-coreano Baekhyun. A canção foi lançada em 14 de abril de 2017 pela S.M. Entertainment através do SM Station Season 2.

## Antecedentes e lançamento
Em 24 de março de 2017 (KST), foi revelado que Baekhyun lançaria um single através da 2ª temporada do projeto Station. Em 5 de abril, foi informado o nome da canção, intitulada "Take You Home", e o dia de seu lançamento para 14 de abril.
Produzida por Cho Kyu-Man, "Take You Home" é descrita como uma canção de "balada de tempo médio". A canção conta a história de um homem que quer ficar perto e proteger uma mulher de coração partido. O single foi lançado oficialmente em 14 de abril.

## Vídeo musical
Em 7 de abril de 2017, a S.M. Entertainment lançou um prólogo do vídeo musical de "Take You Home". Em 12 de abril, um teaser do vídeo foi lançado. Seu vídeo musical foi lançado oficialmente em 14 de abril de 2017. O vídeo da música apresenta a atriz sul-coreana Ryu Won como a protagonista feminina juntamente com Baekhyun como o protagonista masculino.

## Lista de faixas
| N.º            | Título                       | Letras            | Música                    | Arranjo        | Duração |  |
| 1.             | "Take You Home" (바래다줄게) | Cho Kyu-man Honey | Cho Kyu-man Park Won-joon | Cho Kyu-man    | 03:54   |  |
| 2.             | "Take You Home" (Inst.)      |                   | Cho Kyu-man Park Won-joon | Cho Kyu-man    | 03:54   |  |
| Duração total: | Duração total:               | Duração total:    | Duração total:            | Duração total: | 07:48   |  |

## Gráficos
| Gráfico (2017)                                  | Melhores posições |
| ----------------------------------------------- | ----------------- |
| South Korean singles (Gaon)                     | 12                |
| Thailand's Top 30 Digital tracks (Music Weekly) | 29                |
| US World Digital Songs (Billboard)              | 5                 |

## Vendas
| Gráfico                            | Vendas   |
| ---------------------------------- | -------- |
| South Korean download sales (Gaon) | 189,990+ |

## Histórico de lançamento
| Região        | Data                | Formato          | Gravadora                   |
| ------------- | ------------------- | ---------------- | --------------------------- |
| Mundialmente  | 14 de abril de 2017 | Digital download | S.M. Entertainment          |
| Coreia do Sul | 14 de abril de 2017 | Digital download | S.M. Entertainment KT Music |